# Lac de Canterno
Le lac de Canterno est un lac situé dans la province de Frosinone (Latium), en Italie. Il s’étend sur les communes de Ferentino, Fiuggi, Fumone et Trivigliano.

## Communes limitrophes
- Ferentino
- Fiuggi
- Fumone
- Trivigliano